# Болонський університет
Боло́нський університе́т — найстаріший університет Європи, в місті Болонья (Північна Італія), заснований в 1088 році як юридичний навчальний заклад. Медичний, філософський та теологічний факультети створені в XIV столітті. Серед викладачів Болонського університету були видатні анатоми — Везалій і Мальпігі. У Болонському університеті зробив своє знамените відкриття Луїджі Гальвані. Одним із ректорів університету був українець Юрій Дрогобич. До Болонського університету приймали вчитися жінок, а в XIV—XV століття почали з'являтися і професорки.

## Факультети

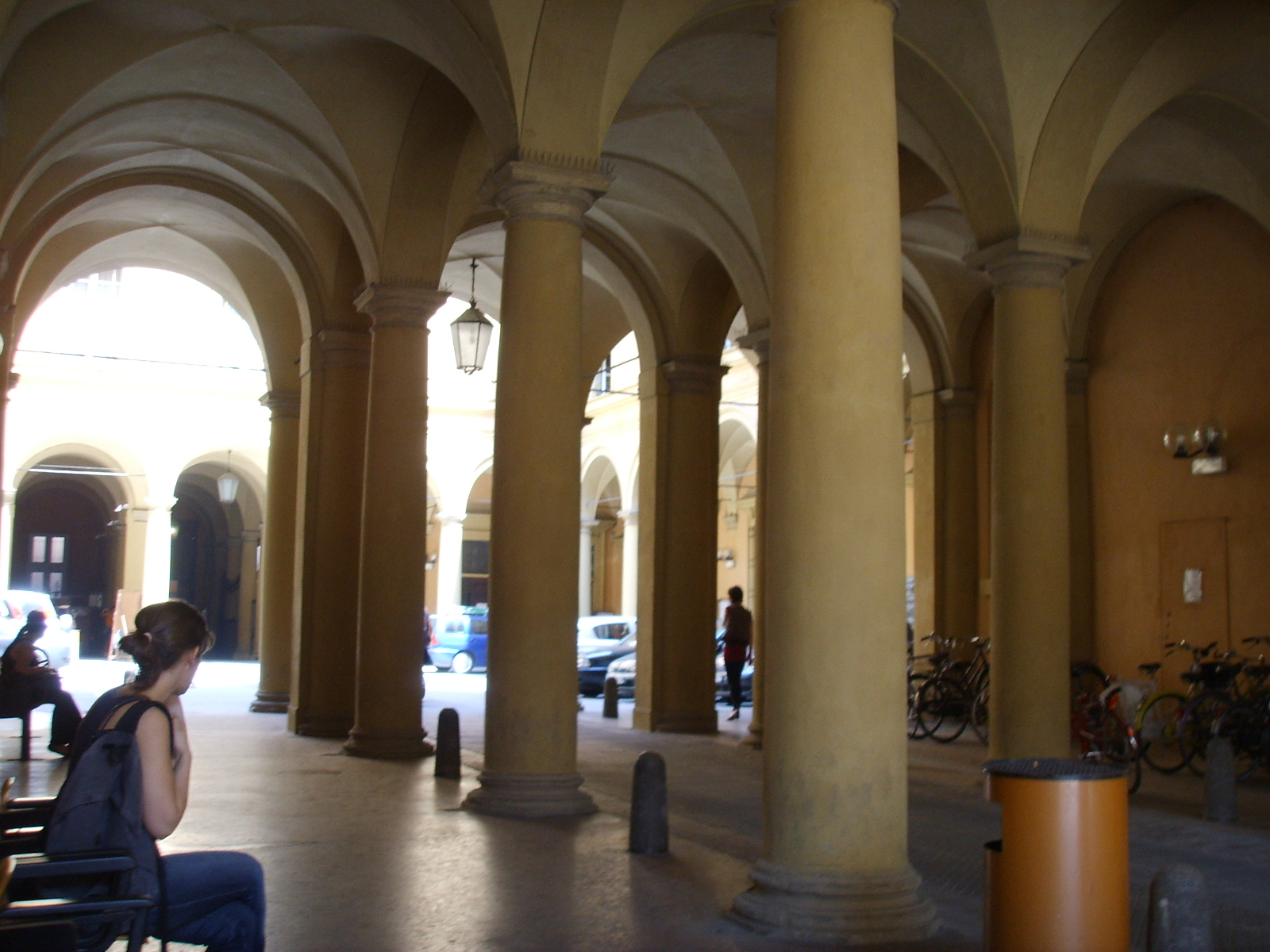
В Болонському університеті

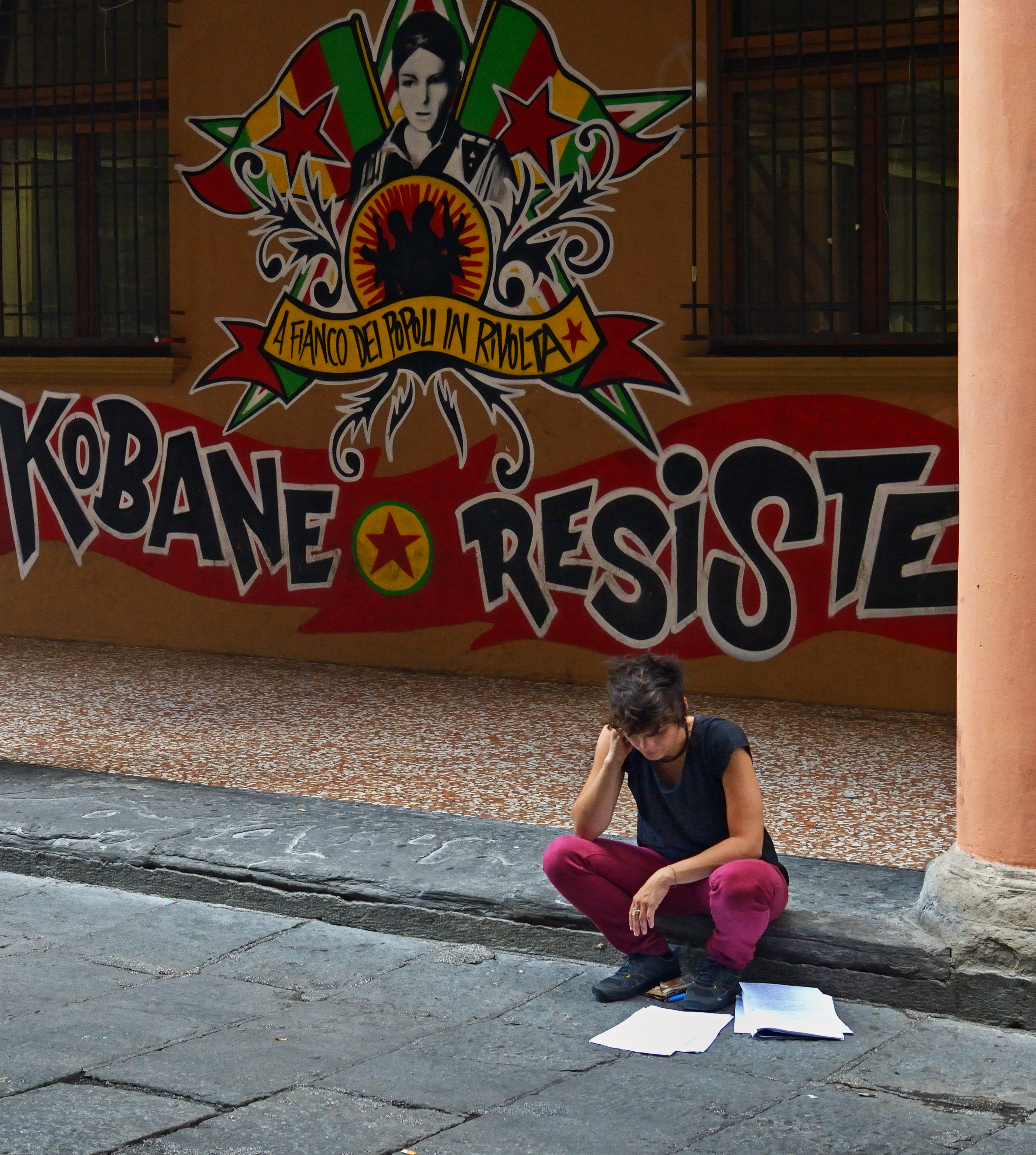
Студентка Болоньї за навчанням

В університеті є такі факультети:
- юридичний,
- торговельно-економічний,
- філологічний,
- філософський,
- педагогічний,
- медичний,
- фізико-математичний,
- природничий,
- промислової хімії,
- інженерний,
- сільськогосподарський,
- ветеринарної медицини.

## Відомі студенти й викладачі
- XI століття
  - Ірнерій

- XII століття
  - Граціан
  - Вільгельм Тірський

- XIII століття
  - Гвідо Фава
  - Гвідо Гвініцеллі

- XIV століття
  - Чекко д'Асколі
  - Данте Аліг'єрі
  - Франческо Петрарка
  - Мануїл Хрисолор
  - Колюччо Салютаті

- XIV століття
  - Юрій Дрогобич
  - Леон-Баттіста Альберті
  - Ніколаус Коперник
  - Альбрехт Дюрер
  - Джованні Піко делла Мірандола
  - Сципион Дель Ферро
  - Богуслав Газіштейн

- XVI століття
  - Джироламо Кардано
  - Парацельс
  - Джованні делла Каза
  - Григорій XIII
  - Андреас Везалій
  - П'єтро Помпонацці
  - Карло Борромео
  - Торквато Тассо

- XVII століття
  - Казимир Лев Сапега
  - Джованні Доменіко Кассіні
  - Бонавентура Кавальєрі
  - Марчелло Мальпігі

- XVIII століття
  - Марія Ґаетана Аньєзі
  - Луїджі Гальвані
  - Карло Ґольдоні

- XIX століття
  - Джозуе Кардуччі
  - Камілло Гольджі

- XX століття
  - Гульєльмо Марконі
  - Умберто Еко
  - П'єр Паоло Пазоліні
  - Романо Проді
  - Аугусто Рігі
  - Федеріго Енрікес
  - П'єрлуїджі Колліна
  - Мікеланджело Антоніоні
  - Джакомо Чамічан